# Kemalla
Kemalla (conocido también como Quemalla) es una localidad de Bolivia perteneciente al municipio de Caracollo de la provincia Cercado en el departamento de Oruro. En cuanto a distancia, Kemalla se encuentra a 173 km de La Paz y a 56 km de Oruro, la capital departamental. La localidad forma parte de la ruta nacional 1 de Bolivia (Doble Vía).  
Según el último censo de 2012 realizado por el Instituto Nacional de Estadística de Bolivia (INE), la localidad cuenta con una población de 428 habitantes y está situada a 3.873 metros sobre el nivel del mar.

## Demografía
La población de la localidad ha aumentado en más de 200% en las últimas dos décadas:
| Año  | Población | Fuente |
| ---- | --------- | ------ |
| 1992 | 155       | Censo  |
| 2001 | 355       | Censo  |
| 2012 | 428       | Censo  |